# Scarbroughia dorothyae
Scarbroughia dorothyae is een vliegensoort uit de familie van de roofvliegen (Asilidae). De wetenschappelijke naam van de soort werd in 1975 als Furcilla dorothyae gepubliceerd door C.H. Martin.
Furcilla dorothyae is de typesoort van het geslacht Furcilla Martin 1975. Die geslachtsnaam was een junior homoniem van Furcilla Stokes, 1890, een alg uit de orde Volvocales, maar in 1890 gepubliceerd als naam voor wat toen nog werd opgevat als een dier (infusoria).